# Appeville
Appeville è un comune francese di 218 abitanti situato nel dipartimento della Manica nella regione della Normandia.
Fa parte del cantone di La Haye-du-Puits nella circoscrizione (arrondissement) di Coutances.

## Società

### Evoluzione demografica
Abitanti censiti